# 塞爾姆巴赫河
51°42′36.7″N 7°25′1.4″E / 51.710194°N 7.417056°E
塞爾姆巴赫河（德語：Selmer Bach），是德國的河流，位於該國西部，處於北萊茵-威斯特法倫州，屬於施泰沃河的右支流，河道全長12公里，流域面積26.3平方公里。